# Glasbena šola Franca Šturma
Glasbena šola Franca Šturma je javni vzgojno-izobraževalni zavod s sedežem na Celovški cesti 98 v Ljubljani. Ustanovljena je bila leta 1948 kot Glasbena šola Šiška-Bežigrad, od leta 1959 pa nosi ime po skladatelju in dirigentu Francu Šturmu. V začetkih je pouk potekal v prostorih rojstne hiše pesnika Valentina Vodnika in pod okriljem Kulturno-umetniškega društva Hinko Smrekar s 153 učenci, ki so se učili klavir, violino, violončela ter pihala in trobila. 
Ustanoviteljici sta Mestna občina Ljubljana in Občina Medvode. 
V svojem sestavu ima matično šolo z dislocirano enoto in pet podružnic, ki se nahajajo na območju Mestne občine Ljubljana in Občine Medvode: 
- Matična šola: Celovška cesta 98, Ljubljana,
- Dislocirani oddelek: Drenikova ulica 32, Ljubljana,
- Podružnica Zgornja Šiška: Drenikova ulica 22, Ljubljana,
- Podružnica Šentvid: Prušnikova ulica 100, Ljubljana,
- Podružnica Bežigrad: Reboljeva ulica 18, Ljubljana,
- Podružnica Črnuče: Dunajska cesta 398, Ljubljana,
- Podružnica Medvode: Cesta na Svetje 16, Medvode.

V šolskem letu 2023/24 šola izvaja program osnovnega glasbenega izobraževanja v 59 oddelkih, v vzgojno-izobraževalnih programih: 
- predšolska glasbena vzgoja,
- glasbena pripravnica,
- glasba.

Učenci se v programu glasba učijo naslednjih predmetov (instrumentov): klavir, harmonika, violina, violončelo, kitara, kontrabas, viola, kljunasta flavta, oboa, klarinet, saksofon, trobenta, druga konična trobila, pozavna, tolkala in diatonična harmonika.
Organe šole sestavljajo ravnatelj Martin Dukarič, pomočnici ravnatelja Mateja Crnčan in Apolonija Vratanar ter svet glasbene šole Franca Šturma in strokovni organi.

### Šolski orkestri in pevski zbor
Na šoli delujeta dva godalna orkestra (Godalni orkester I in Godalni orkester II), dva pihalna orkestra (Pihalni orkester I in Pihalni orkester II), harmonikarski orkester, kitarski orkester in mladinski pevski zbor.